# Гвоздев-Ростовский, Осип Фёдорович
Князь Осип (Иосиф) Фёдорович Гвоздев-Ростовский (ум. 1570) — голова и опричный воевода, шут царя Ивана Грозного, сын князя Фёдора Дмитриевича Гвоздя Приимкова-Ростовского, родоначальника князей Гвоздевых-Ростовских.

## Биография
В 1567 году князь Осип Фёдорович Гвоздев-Ростовский был четвёртым головой во время похода на Великое княжество Литовское, а после из опричнины вторым воеводой в Одоеве, и по вестям ходил из Мценска первым воеводою Передового полка против крымцев. В 1569 году вместе с Романом Васильевичем Алферьевым был назначен воеводой в передовой полк «по вестям за людьми ходить по росписи». Алферьев бил на него челом, но царь приказал обоим воеводам «быть без мест».
В 1570 году Осип Фёдорович был одним из царских шутов. Однажды, недовольный какою-то шуткой, Иван Грозный вылил на него миску горячих щей, а когда князь Гвоздев, застонав от боли, хотел убежать, царь ударил его ножом. Обливаясь кровью, Гвоздев упал без памяти. «Исцели слугу моего доброго, — сказал царь призванному доктору Арнольфу, — я поиграл с ним неосторожно». «Так неосторожно, — отвечал доктор Арнольф, — что разве Бог и твое Царское Величество может воскресить умершего: в нем уже нет дыхания». Царь назвал умершего шута «псом», махнул рукой и продолжал веселиться.
Историк и генеалог М. Г. Спиридонов пишет, что Гвоздев-Ростовский в 1572 году был воеводой в Унже, а в 1573 — головой Государева полка в походе на Ливонию, но это противоречит данным источников.